# Andreas Michaelis

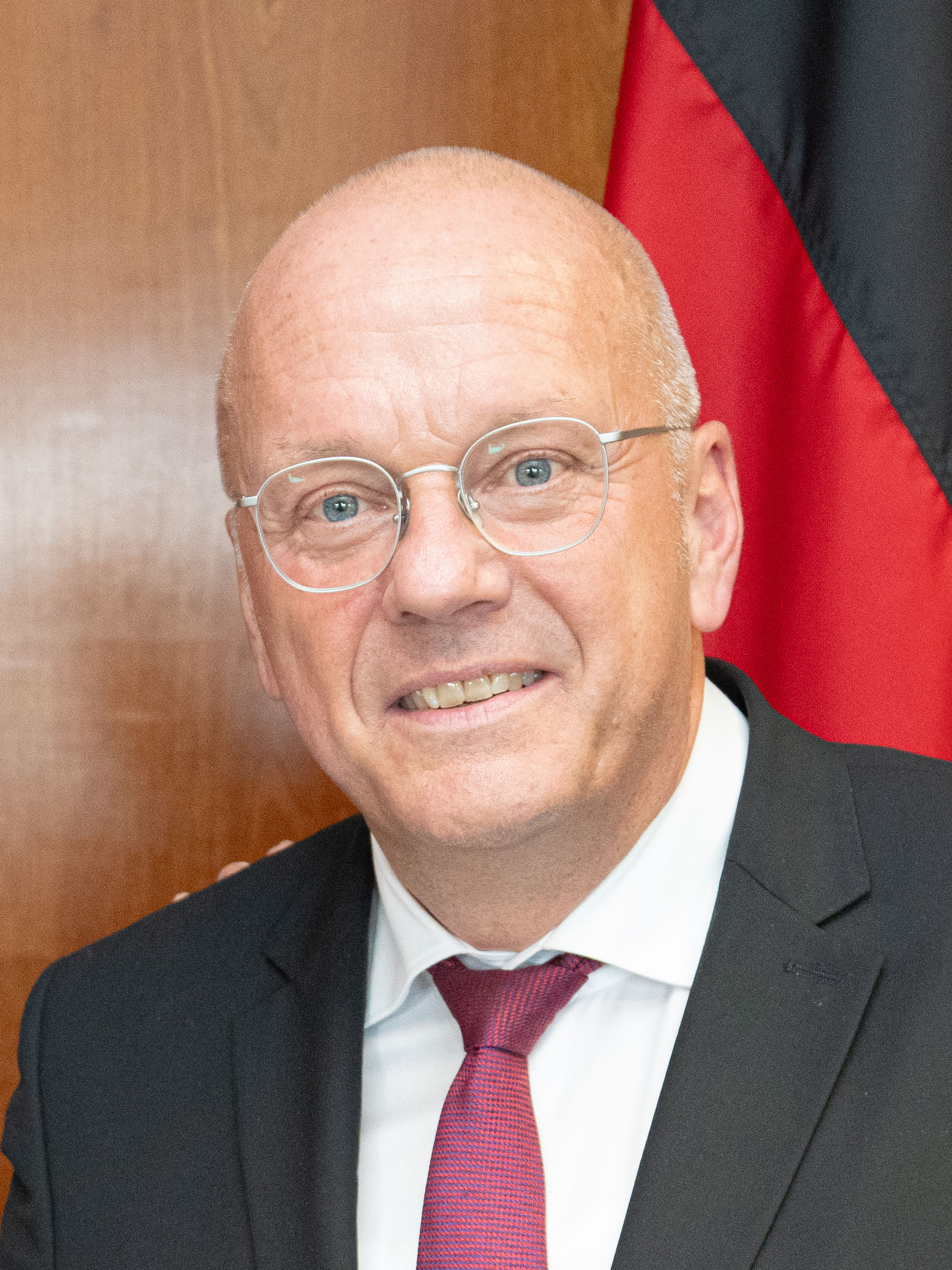
Andreas Michaelis (2023)

Andreas Michaelis (* 24. Juli 1959 in Hannover) ist ein deutscher Diplomat. Er war von 2018 bis 2020 und von 2022 bis 2023 Staatssekretär des Auswärtigen Amtes. Von 2020 bis 2021 war er deutscher Botschafter im Vereinigten Königreich. Von 2023 bis 2025 war er Botschafter der Bundesrepublik Deutschland in den USA.

## Leben

### Ausbildung und Familie
Nach Besuch der Schule in Hannover und dem Wehrdienst studierte er Politische Wissenschaft, Philosophie und englische Literatur in Hannover und Oxford mit den Abschlüssen Master und Master of Letters. Er ist verheiratet und hat drei Kinder.

### Laufbahn
Michaelis trat 1989 in den deutschen diplomatischen Dienst ein. Von 1991 bis 1992 arbeitete er im Büro des Staatsministers Helmut Schäfer (FDP) in der Zentrale in Bonn, von 1992 bis 1995 war er politischer Referent an der Deutschen Botschaft Tel Aviv. Von 1995 bis 1998 war er im Arbeitsstab Menschenrechte im Auswärtigen Amt.
Unter Bundesminister Joschka Fischer (Bündnis 90/Die Grünen) diente er von 1998 an zunächst als stellvertretender Sprecher und ab 1999 als Sprecher des Auswärtigen Amtes. Von 2002 bis 2006 war Michaelis Botschafter in Singapur. Von 2006 bis 2007 diente er in Berlin als Beauftragter für Asien- und Pazifikpolitik und von 2007 bis 2011 als Beauftragter für Nah- und Mittelostpolitik und den Maghreb im Auswärtigen Amt. Michaelis war von Juli 2011 bis Juli 2015 Botschafter der Bundesrepublik Deutschland in Israel.
Von 2015 bis März 2018 war Michaelis Politischer Direktor des Auswärtigen Amts unter den Ministern Frank-Walter Steinmeier (SPD) und Sigmar Gabriel (SPD). In dieser Funktion waren ihm u. a. die Verhandlungen zum Ukraine-Dossier, zur Implementierung des Nuklearabkommens mit Iran und zur politischen Lösung des Syrienkonfliktes anvertraut.
Von März 2018 bis April 2020 war er unter Heiko Maas (SPD) einer von zwei Staatssekretären im Auswärtigen Amt. Sein Vorgänger Markus Ederer wechselte als EU-Botschafter nach Moskau. Michaelis war als Staatssekretär u. a. für die politischen Abteilungen im Auswärtigen Amt und damit für die Europapolitik, die Beziehungen zu den USA und Russland sowie die Nah-/Mittelost-, Asien- und Afrikapolitik zuständig. Im Herbst 2019 begründete und leitete er gemeinsam mit dem außenpolitischen Berater der Bundeskanzlerin Angela Merkel (CDU), Jan Hecker, den „Berliner Prozess“, der im Januar 2020 zur Berliner Libyen-Konferenz führte, die einen Waffenstillstand begründete und einen Fahrplan für eine Übergangsregierung in Libyen schuf.
Von Mai 2020 bis Januar 2022 war er als Nachfolger von Peter Wittig Botschafter in London.  Sein Nachfolger als Staatssekretär wurde der Leiter der Wirtschaftsabteilung im Auswärtigen Amt, Miguel Berger.
Am 3. Januar 2022 wurde Michaelis unter Bundesministerin Annalena Baerbock (Grüne) erneut zum Staatssekretär im Auswärtigen Amt ernannt. Dieses Amt hatte er bis Ende Juli 2023 inne. Ihm folgte Thomas Bagger nach.
Von August 2023 bis Juni 2025 war er als Nachfolger von Emily Haber Botschafter der Bundesrepublik Deutschland in den USA.
Michaelis ist Honorary Fellow des Keble College der Universität Oxford. Er ist Träger verschiedener Orden und Auszeichnungen, u. a. des Verdienstordens der Italienischen Republik sowie der französischen Ehrenlegion.
Michaelis ist Mitglied der Partei Bündnis 90/Die Grünen sowie Mitglied und Fan des 1. FC Union Berlin.

## Kritik
Im April 2022, nach dem russischen Überfall auf die Ukraine, warf der Botschafter der Ukraine, Andrij Melnyk, Deutschland vor, weiterhin zu viele Eigeninteressen in Bezug auf Russland – etwa die Abhängigkeit von Gas, Öl und Kohle – zu verfolgen. In der Kritik standen namentlich Michaelis, sowie der außen- und sicherheitspolitische Berater des Bundeskanzlers Olaf Scholz, Jens Plötner. Schuld daran sei auch das Agieren des früheren Außenministers und derzeitigen Bundespräsidenten Frank-Walter Steinmeier als Kanzleramtschef und später als Außenminister. Der polnische Europa-Abgeordnete Bartłomiej Sienkiewicz, der als Vertrauter des Ministerpräsidenten Donald Tusk gilt, bezeichnete 2024 Michaelis und Plötner als „Russlandversteher“.
Michaelis soll auch maßgeblich die Distanzierung des Auswärtigen Amtes von dessen Gründer Otto von Bismarck betrieben haben. Seit 2018 habe er die Umbenennung eines nach Bismarck benannten Raumes in Berlin angestrebt, was Ende 2022 schließlich auch erfolgte. Ein Nachkomme des ersten deutschen Reichskanzlers, Alexander von Bismarck, warf Außenministerin Annalena Baerbock in diesem Zusammenhang mangelndes Geschichtsbewusstsein vor. In der Bonner Außenstelle des Auswärtigen Amts blieb das Bismarck-Zimmer aber vorläufig erhalten.
Im Januar 2025 sorgte ein geleakter Bericht Michaelis’ an das Auswärtige Amt für Aufsehen, in dem Michaelis vor dem US-Präsidenten Donald Trump warnte. Laut FAZ wurde Michaelis in diplomatischen Kreisen vorgeworfen, als Botschafter in Washington keine Kontakte ins Umfeld Donald Trumps aufgebaut zu haben. Er gelte in diesen Kreisen als Autor einer als „trumpfeindlich angesehenen Strategie“ für den von 2018 bis 2021 amtierenden Außenminister Heiko Maas.